# 哈尔瓦·哈内沃尔
哈尔瓦·哈内沃尔（挪威語：Halvard Hanevold，1969年12月3日—2019年9月3日），挪威男子冬季两项运动员。他曾代表挪威参加1994年、1998年、2002年、2006年和2010年冬季奥林匹克运动会冬季两项比赛，共获得三枚金牌、二枚银牌和一枚铜牌。